# Kohéziós erő
Kohéziós erőnek nevezzük a szilárd anyag atomjai, vagy a folyadék molekulái között fellépő vonzóerőt. Maga a jelenség pedig a kohézió. Az elnevezés a latin cohaero szóból ered, melynek jelentése összetartani, összetapadni, együtt maradni.

## Folyadékok
A folyadékok (határ)felületi jelenségeiben két erő játszik fontos szerepet: a kohéziós és az adhéziós erő.
A kohéziós erők hatósugara 10−8 m nagyságrendű, ami azt jelenti, hogy egy molekulára csak egy r = 10−8 m sugarú „hatásgömbön” belüli molekulák fejtenek ki erőhatást. A 
szomszédos molekuláktól származó kohéziós erők a folyadék belsejében átlagosan kompenzálják egymást (Fke ≈ 0), a felületen viszont ezeknek az eredője a folyadék belseje felé mutat (Fke ≠ 0). Ez azt jelenti, hogy a kohéziós erő a felületi molekulákat a folyadék belseje felé igyekszik elmozdítani. 
Így ha egy molekulát a folyadék belsejéből a felszínre akarunk mozdítani (és ezáltal növelni a felszínt), akkor a felületi rétegben levő molekulák folyadék belseje felé mutató erői ellenében pozitív munkát kell végeznünk.
A folyadék és a vele érintkező szilárd test (pl. az edény fala) részecskéi között fellépő vonzó kölcsönhatási erőket nevezzük adhéziós erőknek. A kohéziós és az adhéziós erők együttes hatásának következménye a folyadék felületének az edény falánál tapasztalható görbültsége: ha az adhéziós erő nagyobb, mint a kohéziós erő falra merőleges komponense, akkor az adott folyadék nedvesíti az edény falát (ilyen pl. a víz), ha viszont a kohéziós erő falra merőleges komponense a nagyobb, akkor a folyadék nem nedvesíti az edény falát (ilyen pl. a higany). Mindkét eset görbült folyadékfelszínt eredményez.

## Szilárd testek
Az atomok közt fellépő kohéziós erők nagysága biztosítja a szilárd testek állandó térfogatát és állandó alakját.